# Zoegea leptaurea
Zoegea leptaurea là một loài thực vật có hoa trong họ Cúc. Loài này được L. miêu tả khoa học đầu tiên năm 1767.